# Station de physiologie du Collège de France
La Station de physiologie du collège de France aussi appelée Station physiologique du collège de France et Station physiologique du Parc des Princes est un laboratoire de recherche fondé par Étienne-Jules Marey, alors professeur au collège de France, pour réaliser des études de biomécanique, notamment au moyen de techniques chronophotographiques.

## Histoire

### Fondation et utilisation par Marey
(juin 2024).
Étienne-Jules Marey est un médecin de formation devenu chercheur en physiologie. En 1869, il devient professeur au collège de France, titulaire de la chaire d'histoire naturelle des corps organisés. 
Marey est l'inventeur de nombreux instruments de mesure scientifique. Après de premiers succès autour de la mesure de la pression sanguine, il s'oriente vers la biomécanique et l'étude du mouvement des êtres vivants. Sa méthode consiste à créer des appareils capables d'enregistrer des mouvements d'êtres vivants avec plus de rapidité et de précision que ce que peut percevoir un œil humain. 
En 1881, Marey obtient du conseil municipal de Paris la concession d'un terrain de 3500 mètres carrés au Parc des Princes. Il commence à effectuer sur ce terrain ses études sur le mouvement en utilisant la photographie à grande vitesse pour pouvoir le décomposer. 
Dans les premiers temps, la station consiste principalement en une piste et quelques abris temporaires, mais un pavillon en dur est rapidement construit.
Georges Demeny devient chef du laboratoire à partir de 1882. Avec Marey, ils conduisent de nombreuses expériences d'enregistrement photographique du mouvement humain et animal.
Cependant, Demenÿ est intéressé aussi par la reconstitution du mouvement et développe des méthodes dans le but de commercialiser des systèmes précurseurs de ce qui va devenir le cinéma. Il se brouille alors avec Marey, qui est à l'origine de la plupart des inventions utilisées à la station physiologique mais dont les buts sont exclusivement d'ordre scientifique. Marey renvoie Demeny de la station dont l'activité diminue alors sensiblement. 
À la fin des années 1890, Marey fonde, juste à côté de la station, un institut ayant pour but de standardiser les instruments de mesure pour l'étude de la physiologie, qui sera baptisé après sa mort institut Marey.

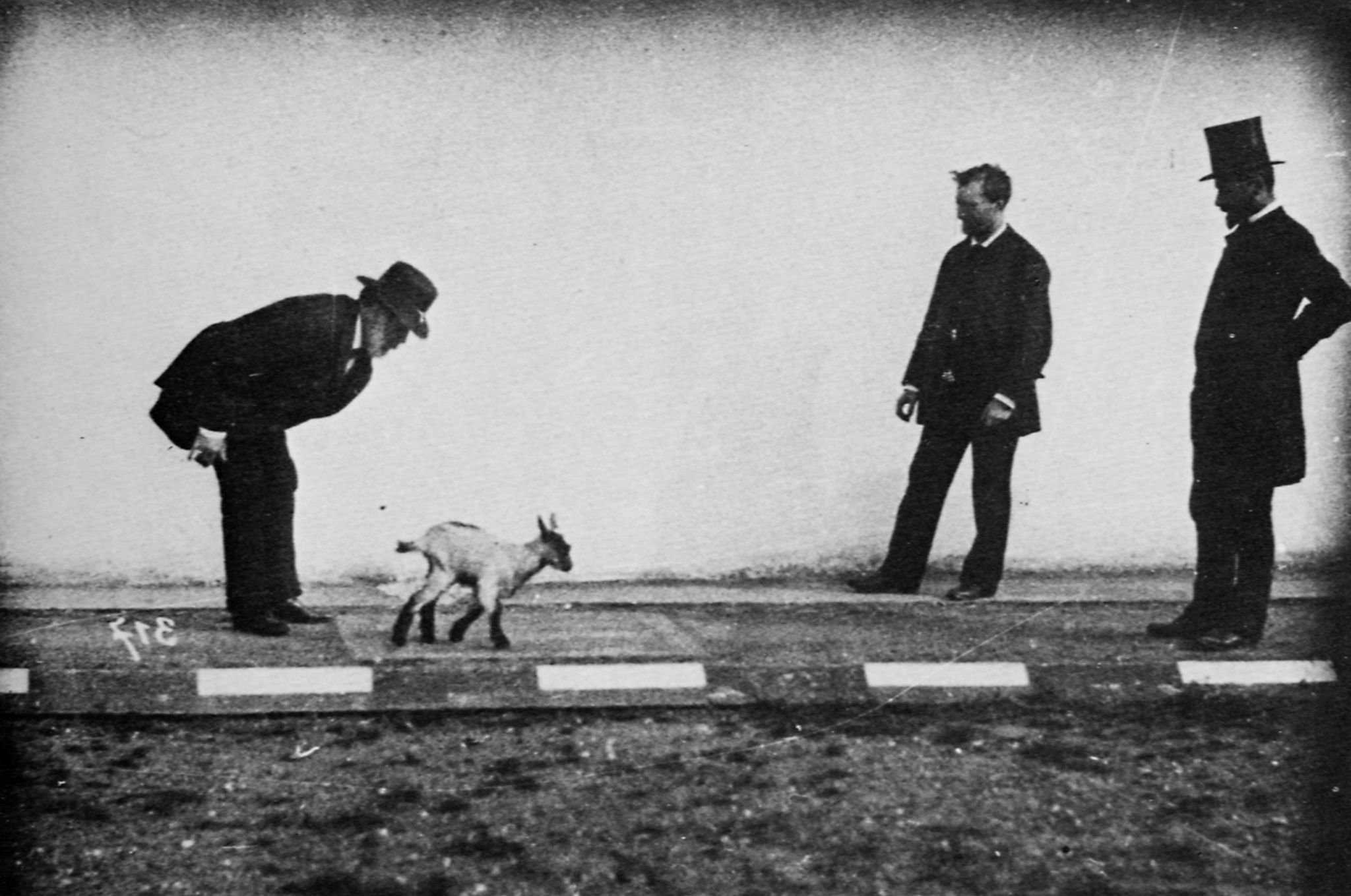
Chevreau sur la piste du hangar de la Station physiologique. À gauche : Marey, sans chapeau à droite : Demenÿ.

En 1902, Marey crée le poste de directeur-adjoint de la station et y nomme Léonce Manouvrier.
Après la mort de Marey, la direction passe à son successeur Charles-Émile François-Franck, et est toujours assurée en pratique par le sous-directeur Léonce Manouvrier. 
La station physiologique continue de dépendre du collège de France tandis que l'institut Marey est géré par une association savante internationale. Désormais gérés par des personnes différentes, les deux institutions ont un litige quant à la délimitation exacte de leurs droits sur les terrains concédés par la ville de Paris.

### Travaux ultérieurs
Le médecin Serge Voronoff, spécialiste de la technique nouvelle des greffes d'organes et notamment des greffes osseuses, devient en 1917 directeur adjoint du laboratoire de biologie de l'École pratique des hautes études.
Sous la tutelle d'Eugène Gley, il pratique à la station de physiologie ses expériences fameuses de greffes de testicules, en collaboration avec Albert Pézard et son élève Fernand Caridroit. 
Ce dernier devient le nouveau directeur de la station après la mort de Pézard en 1927, et y poursuit ses travaux sur la physiologie des oiseaux et notamment leur endocrinologie.

### Dissolution
En 1950, Alfred Fessard, directeur de l'Institut Marey, et récemment nommé au collège de France à la chaire de Neurophysiologie générale, fusionne à nouveau les deux institutions sous le nom de Station Institut Marey.